# Сали Хокинс
Сали Хокинс (енгл. Sally Hawkins; Лондон, 27. април 1976) британска је глумица.
Свој филмски деби имала је 2002. године у драми Све или ништа редитеља Мајка Лија, након кога је наступила у његовим филмовима Вера Дрејк (2004) и Безбрижна Попи (2008), који јој је донео бројне награде укључујући Златни глобус и Сребрног медведа за најбољу глумицу.
Године 2013. наступила је у филму Несрећна Џасмин Вудија Алена и била номинована за Оскара, Златни глобус и награду БАФТА у категорји "Најбоља глумица у споредној улози". Изведба у драми Облик воде у режији Гиљерма дел Тора из 2017. године поново јој је донела номинације за исте награде, овог пута у категорији "Најбоља глумица у главној улози". Запажене улоге Хопкинсонова је такође остварила у филмовима Под туђим утицајем (2007), Произведено у Дагенхаму (2010), Подморница (2010), Годзила (2014) и Меда Педингтон (2014).

## Филмографија
| Улоге на филму      |                                             |               |                        | |
| Година              | Српски назив                                | Изворни назив | Улога                  | Напомена |
| 1999.               | Ратови звезда — епизода I: Фантомска претња |               | сељанка (непотписана)  | |
| 2002.               | Све или ништа                               |               | Саманта                | |
| 2004.               | Вера Дрејк                                  |               | Сузан Велс             | |
| 2004.               | У вртлогу злочина                           |               | Слешер                 | |
| 2007.               | Рачуница смрти                              |               | Ели Карпантер          | |
| 2007.               | Касандрин сан                               |               | Кејт                   | |
| 2008.               | Безбрижна Попи                              |               | Попи Крос              | Златни глобус за најбољу главну глумицу у играном филму (мјузикл или комедија) Сребрни медвед за најбољу глумицу Награда Удружења њујоршких филмских критичара за најбољу глумицу Награда Бостонског друштва филмских критичара за најбољу глумицу у главној улози Награда Сателит за најбољу глумицу у главној улози номинација - Британска независна филмска награда за најбољу глумицу у главној улози номинација - Онлајн награда Друштва филмских критичара за најбољу главну женску улогу |
| 2009.               | Образовање                                  |               | Сара Голдман           | |
| 2009.               | Срећни завршеци                             |               | Мора                   | |
| 2009.               | Пустињски цвет                              |               | Мерилин                | |
| 2010.               | Загробни живот је леп                       |               | Линда / Гитали         | |
| 2010.               | Не дозволи ми да одем                       |               | госпођица Луси         | |
| 2010.               | Произведено у Дагенхаму                     |               | Рита О'Грејди          | номинација - Британска независна филмска награда за најбољу глумицу у главној улози номинација - Награда Сателит за најбољу глумицу у главној улози |
| 2010.               | Подморинца                                  |               | Џил Тејт               | номинација - Британска независна филмска награда за најбољу глумицу у споредној улози |
| 2011.               | Птице љубави                                |               | Холи                   | |
| 2011.               | Џејн Ејр                                    |               | госпођа Рид            | |
| 2012.               | Велика очекивања                            |               | госпођа Џо             | |
| 2013.               | Све је светло                               |               | Олга                   | |
| 2013.               | Телефонски позив                            |               | Хедер                  | кратки филм |
| 2013.               | Несрећна Џасмин                             |               | Џинџер                 | Награда Националног удружења филмских критичара за најбољу глумицу у споредној улози Награда Емпајер за најбољу глумицу у споредној улози номинација - Оскар за најбољу глумицу у споредној улози номинација - Златни глобус за најбољу споредну глумицу у играном филму номинација - БАФТА за најбољу глумицу у споредној улози номинација - Награда Спирит за најбољу глумицу у споредној улози номинација - Награда Сателит за најбољу глумицу у споредној улози номинација - Награда Удружења интернет филмских критичара за најбољу споредну женску улогу |
| 2013.               | Двојник                                     |               | рецепционерка на плесу | |
| 2014.               | Годзила                                     |               | др Вивијен Грејам      | |
| 2014.               | X+Y                                         |               | Џули Елис              | номинација - Британска независна филмска награда за најбољу глумицу у споредној улози |
| 2014.               | Меда Педингтон                              |               | Мери Браун             | |
| 2016.               | Моди                                        |               | Мод Луис               | |
| 2017.               | Облик воде                                  |               | Елајза Еспозито        | Награда Бостонског друштва филмских критичара за најбољу глумицу у главној улози Онлајн награда Друштва филмских критичара за најбољу главну женску улогу номинација - Оскар за најбољу глумицу у главној улози номинација - Златни глобус за најбољу главну глумицу у играном филму (драма) номинација - БАФТА за најбољу глумицу у главној улози номинација - Награда Удружења филмских глумаца за најбољу глумицу у главној улози номинација - Награда Удружења телевизијских филмских критичара за најбољу глумицу у главној улози номинација - Награда Сателит за најбољу глумицу у главној улози номинација - Интернационална награда аустралијског филмског института за најбољу глумицу |
| 2017.               | Меда Педингтон 2                            |               | Мери Браун             | |
| 2019.               | Годзила: Краљ чудовишта                     |               | др Вивијен Грејам      | |
| 2021.               | Спенсер                                     |               | Меги                   | |
| Улоге на телевизији |                                             |               |                        | |
| 1999.               | Трауматологија                              |               | Ема Листер             | епизода: |
| 2000.               | Доктори                                     |               | Сара Карн              | епизода: |
| 2002.               | Додир сомота                                |               | Зина Блејк             | 2 епизоде |
| 2003–2005           | Мала Британија                              |               | Синтлистер             | 3 епизоде |
| 2003.               | Славна промоција                            |               | Лиса                   | ТВ филм |
| 2003.               | Млади посетиоци                             |               | Розалинд               | ТВ филм |
| 2003.               | Бајрон                                      |               | Мери Шели              | ТВ филм |
| 2004.               | Момци са креветом на спрат                  |               | Хелен                  | ТВ филм |
| 2005.               | Џепарош                                     |               | Сузан Триндер          | 2 епизоде |
| 2005.               | 20.000 улица испод неба                     |               | Ела                    | 3 епизоде |
| 2006.               | Блистава празнина у мом срцу                |               | Натали                 | ТВ филм |
| 2006.               | Х. Г. Велс: У рату са светом                |               | Ребека Вест            | ТВ филм |
| 2006.               | Лицем у лице са Дином Лернером              |               | разни ликови           | 3 епизоде |
| 2007.               | Под туђим утицајем                          |               | Ен Елиот               | ТВ филм |
| 2011.               | Мали шашавци                                |               | Мама                   | епизода: |
| 2014.               | Како и зашто                                |               | Ивон Хеселман          | ТВ филм |
| 2016.               | Шупља круна                                 |               | Елеонора од Глостера   | епизода: |